# Klimient Timiriaziew

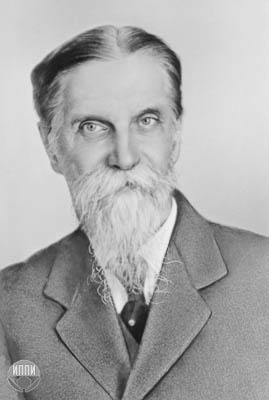
Klimient Timiriaziew

Klimient Arkadiewicz Timiriaziew (ros. Климе́нт Арка́дьевич Тимирязев; ur. 22 maja?/3 czerwca 1843 w Petersburgu, zm. 28 kwietnia 1920 w Moskwie) – rosyjski botanik i fizjolog roślin. Odkrył znaczenie chlorofilu oraz wyjaśnił rolę poszczególnych barw widma słonecznego w energetyce procesu fotosyntezy. Był propagatorem teorii ewolucji Charlesa Darwina w Rosji. Pełnił funkcję profesora Uniwersytetu Moskiewskiego oraz był członkiem Royal Society w Londynie.

## Życiorys
Klimient Arkadiewicz Timiriaziew urodził się 3 czerwca 1843 r. w Petersburgu. W latach 1869–77 pracował jako wykładowca Akademii Rolniczo-Leśnej w Moskwie, a od roku jako 1877 profesor anatomii i fizjologii roślin na uniwersytecie w Moskwie. Był autorem prac eksperymentalnych i teoretycznych z dziedziny fotosyntezy: badał jej zależność od składu widmowego światła, a także rolę barwników chlorofilowych. Opisał zależności między żywymi i nieożywionymi składnikami ekosystemów w krążeniu energii i materii, wykazał, że fotosynteza zachodzi zgodnie z prawem zachowania energii oraz że zielona barwa chlorofilu jest przystosowaniem do pochłaniania energii słonecznej, przy czym maksimum przypada na czerwoną długość fali. W roku 1890 Timiriaziew został członkiem Petersburskiej Akademii Nauk, w 1892 otrzymał pierwszy spektrogram chlorofilu. W 1911 przyjęty został do Royal Society w Londynie. W tym samym roku na znak protestu przeciwko ograniczaniu autonomii wyższych uczelni zrezygnował z pracy na moskiewskim uniwersytecie, ale podjął ją ponownie w 1917.

## Dzieła
- Karol Darwin i jego nauka (1882)
- Metoda historyczna w biologii (1922)